# Pat Conroy
Pour les articles homonymes, voir Conroy (homonymie).

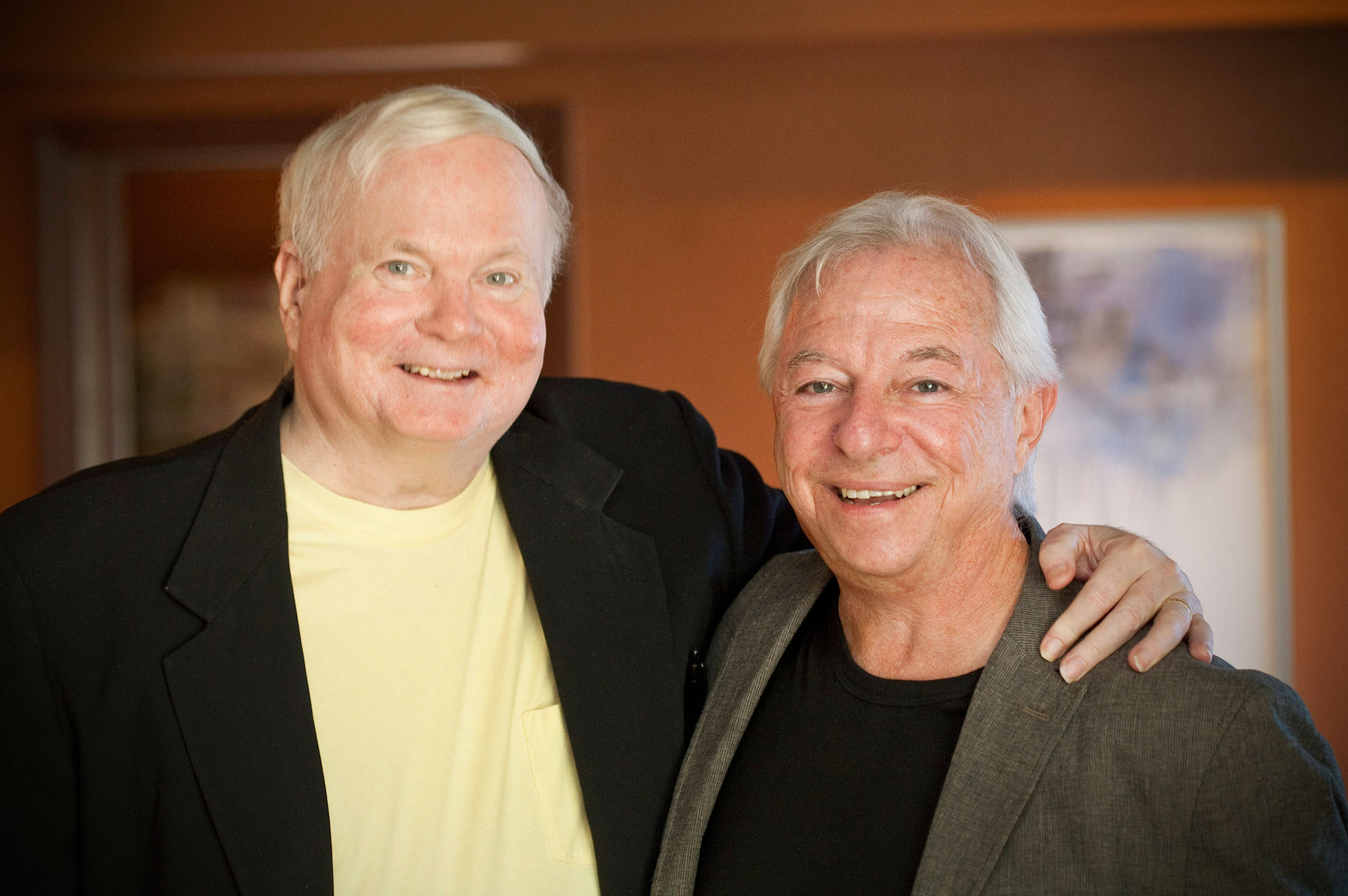
Pat Conroy & Tom Poland 2013

Pat Conroy, né le 26 octobre 1945 à Atlanta,  dans l'État de Géorgie, mort le 4 mars 2016 à Beaufort en Caroline du Sud, est un auteur à succès de romans et d'autobiographies, ses romans figurant sur la liste des best-sellers du New York Times.

## Biographie
Écrivain du Sud des États-Unis, Pat Conroy est l’aîné d’une fratrie de sept enfants. Son père, Donald Conroy, un irlandais de Chicago, était pilote de chasse. Sa mère, Frances « Peggy » Peek, à qui il doit son amour pour la littérature, était originaire d’Alabama. La famille n’avait pas vraiment de chez-soi. Quittant une base militaire pour une autre, les Conroy déménageaient souvent. Pat étudia à l’académie militaire de la Citadelle à Charleston. S’il plaisantait fréquemment sur ce choix atypique pour quelqu’un nourrissant le rêve de devenir écrivain, il fut néanmoins encouragé par quelques professeurs dans cette voie. Son premier livre, intitulé The Boo et paru en 1970, est un hommage au lieutenant-colonel Thomas Nugent Courvoise, qui servit de mentor à de nombreux étudiants de ce collège universitaire.
Juste après son diplôme, Pat Conroy retourna dans son ancien lycée de Beaufort, sa ville d’adoption en Caroline du Sud, pour y enseigner l’anglais et la psychologie.
En 1969, il épousa Barbara Bolling Jones, veuve de la guerre du Vietnam, et adopta ses deux filles, Melissa et Jessica. Leur troisième fille Megan naquit un an plus tard.
Cette même année, il fut nommé enseignant en primaire sur l’île retirée de Daufuskie en Caroline du Sud. Cette expérience marqua un tournant dans sa vie. Il eut un coup de cœur pour l’île, pour ses habitants et surtout pour ses élèves. Révolté par la négligence avec laquelle ces enfants noirs défavorisés étaient abandonnés par le système scolaire, il s’investit corps et âme dans sa mission d’enseignant mais fut remercié à la fin de l’année en raison de ses méthodes non conventionnelles, de ses positions contre les châtiments corporels et de ses conflits avec l’administration scolaire. Pat Conroy raconte cette expérience dans un roman en forme de mémoires publié en 1972 : The Water is Wide. Le livre fit du bruit localement puis rencontra une audience nationale. Il fut adapté au cinéma en 1974 avec le film Conrack.
Après cet épisode, Pat Conroy se consacra uniquement à l’écriture. Le Grand Santini sort en 1976. Pour ce roman, l’auteur s’est directement inspiré de son enfance et de sa relation difficile avec son père, homme violent et maltraitant. Si le livre est officiellement une fiction, le titre du livre est le surnom exact de son père pilote de chasse. La parution de ce livre provoqua un séisme dans la famille et dans la vie personnelle de Pat Conroy. L’auteur connut une grave dépression et divorça de Barbara. Le Grand Santini fut également adapté à l’écran en 1979.
The Lords of Discipline parut en 1980. Dans ce roman, Pat Conroy dénonce l’hypocrisie et la violence du collège universitaire militaire qui fut le sien : La Citadelle. Il fut adapté pour le cinéma en 1983.
Pat Conroy se remaria en 1981 avec Lenore Fleischer et s’installa à Rome, où naquit Susannah, sa quatrième fille. Il y acheva l’écriture du Prince des Marées, immense succès littéraire considéré comme son chef-d’œuvre. Le livre fut adapté à l’écran en 1991 par Barbra Streisand à la fois réalisatrice, productrice et actrice.
Publié en 1995, le roman Beach Music est l’histoire de Jack McCall, un Américain installé à Rome pour échapper à des souvenirs douloureux. Les thèmes abordés (le suicide, les pogroms, l’holocauste et la pauvreté du sud des États-Unis) en font l’un des romans les plus noirs de l’auteur, qui connut d’ailleurs une profonde dépression à la suite de l’écriture de ce livre. La même année il divorça de Lenore Fleischer.
1998 est marquée par la mort de son père et par son mariage avec l’écrivaine Cassandra King, avec laquelle il vécut jusqu'à sa mort.
L’écriture d’Une Saison Noire, paru en 2002, permit à Pat Conroy de retrouver les anciens coéquipiers de son équipe de basket-ball universitaire. Le livre pour lequel l’auteur a passé deux ans à réunir des coupures de presse et à interviewer les anciens joueurs relate la dernière saison d’une équipe peu ordinaire.
The Pat Conroy Cookbook (2004) est un recueil de recettes accompagné de récits de l’auteur en relation avec la cuisine.
Charleston Sud (2009) suit les pérégrinations de Leo King à Charleston et San Francisco.
My Reading Life (2010) est une collection de récits autobiographiques autour de la littérature.
The Death of Santini, sous-titrée l’histoire d’un père et de son fils paraît en 2013.
En 2014, il prend la casquette d’éditeur et lance la série Story River Books chez University of South Carolina Press.
Diagnostiqué deux mois plus tôt d’un cancer du pancréas, Pat Conroy s’est éteint le 4 mars 2016 dans sa maison de Fripp Island, en Caroline du Sud.

## Œuvre
Romans
- 1976 : The Great Santini (Le Grand Santini)
- 1980 : The Lords of Discipline (non traduit)
- 1986 : The Prince of Tides (Le Prince des marées)
- 1995 : Beach Music
- 2002 : My Losing Season (Saison noire)
- 2009 : South of Broad (Charleston Sud)
- 2013 : The Death of Santini, the Story of a Father and his Son (La Mort de Santini, l'histoire d'un père et de son fils)

Autres livres
- 1972 : The Water Is Wide (sept 2018 : À quelques milles du reste du monde pour la traduction du texte intégral ou 1974 : Conrack. Le Journal d'un instituteur qui dérangeait trop l'ordre établi, adaptation)
- 1970 : The Boo (non traduit)
- 1999 : The Pat Conroy Cookbook : Recipes of My Life (non traduit)
- 2010 : My Reading Life (non traduit)